# 上総本一揆
上総本一揆（かずさのほんいっき）とは、応永25年（1418年）から翌年にかけて発生した上総国の武士達による一揆。

## 概要
上総国は犬懸上杉氏が守護職を務めており、応永23年（1416年）に犬懸上杉氏の当主であった上杉禅秀らによる上杉禅秀の乱では同氏の執事を務めていた埴谷重氏ら同国の武士が動員されて室町幕府の派遣軍と戦った。翌年、上杉禅秀は自害して反乱は終結し、埴谷ら上総の武士達は幕府側に降伏して赦免を願ったが受け入れられなかった。しかも応永25年（1418年）春には上杉禅秀と戦った下野国の宇都宮持綱が上総守護職を希望して室町幕府に申請され、室町幕府と鎌倉府の間で協議が行われていた。こうした中で将来に不安を抱いた上総の武士達による一揆が発生したのである。
応永25年（1418年）4月に発生した一揆に対して、鎌倉公方足利持氏は、重臣の一色左近大夫将監を派遣するとともに常陸国鹿島氏らの武士にも加勢を命じた。5月後半に上総八幡（現在の千葉県市原市八幡）に集結して一揆側の本拠である平三城（現在の市原市平蔵）を攻め、応永25年5月28日には同城を落として一揆軍を退散させた。
ところが、年が明けて応永26年（1419年）になると、再び一揆の蜂起があり、足利持氏は木戸範懐に命じて討伐をさせ、前回の討伐に参加した鹿島氏傘下の烟田幹胤らも再び参戦した。『烟田文書』によれば応永26年3月3日に一揆軍の根拠である坂本城（坂水城、長南町坂本）で激戦が繰り広げられたという。応永26年5月6日に埴谷重氏ら一揆軍は降伏したものの、埴谷重氏は後に鎌倉由比ヶ浜で斬首されたという。
本一揆の最中である応永25年（1418年）秋には宇都宮持綱を上総守護に補任することを認める補任状が足利持氏から出され、正式に守護に就任したものの、程なく小山田上杉氏に守護の座を奪われ（後に宇都宮持綱は足利持氏に討たれる）、上総の情勢は不安定なまま永享の乱以後の戦乱期に突入することになる。